# Palacio Laranjeiras
Palacio Laranjeiras es la actual residencia oficial del gobernador del estado de Río de Janeiro, en Brasil. Ubicado en el barrio de Laranjeiras, en la ciudad de Río de Janeiro, se halla bajo la custodia del Instituto do Patrimonio Histórico e Artístico Nacional (IPHAN) y del Instituto Provincial del Patrimonio Cultural de Río de Janeiro (INEPAC).

## Historia
El terreno donde hoy se yergue el edificio era, a fines del siglo XIX, propiedad del conde Sebastião Pinho, aristócrata portugués establecido en Río de Janeiro. En la propiedad, se situaba un palacete perteneciente al conde que fue demolido para dar lugar al actual palacio.
Entre 1909 y 1914, el actual palacio fue construido según proyecto del arquitecto Armando Carlos da Silva Telles para ser residencia de la familia Guinle. En 1926, por decisión del presidente Washington Luís, pasó a ser residencia oficial de la Presidencia. Pero, Getúlio Vargas, tras la Revolución de 1930, escogió el Palacio de Catete como residencia. En 1940, pasó a la administración federal, habiendo sido utilizado como residencia oficial de la presidencia por Juscelino Kubitschek (1956-1961), que no quiso permanecer en el Palacio de Catete tras el suicidio de Getúlio Vargas (1954). Con la conclusión del Palácio da Alvorada, inaugurado en 1958 en Brasilia, Kubitschek dejó el palacio.

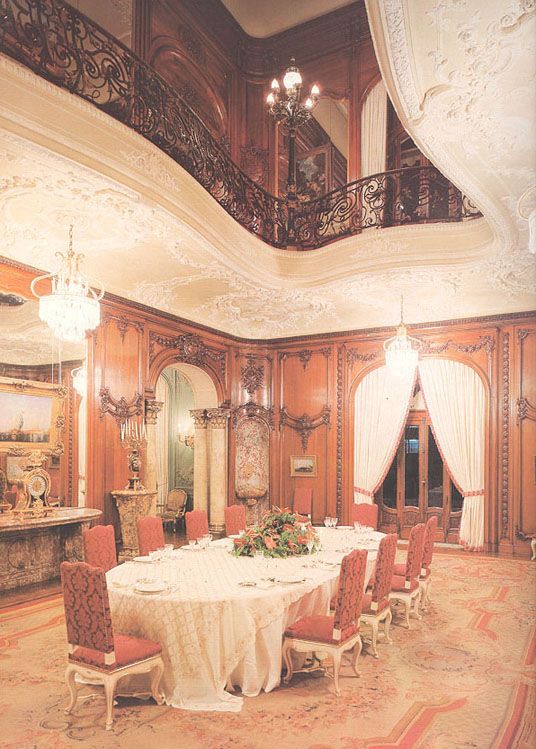
Sala de cena del palacio.

Fue donado por la Unión al Estado de Río de Janeiro en 1974. Desde entonces, fue utilizado como residencia del presidente de la República durante sus visitas a Río de Janeiro y para recepciones diplomáticas. Sin embargo, en ese tiempo, diversos gobernadores fluminenses prefirieron utilizar la residencia de Gávea Pequena. De entre sus visitantes ilustres, destacan los expresidentes Charles de Gaulle, de Francia, Harry S. Truman, de Estados Unidos y del papa Juan Pablo II.
En 2001, el palacio fue objeto de una amplia reforma, con la participación de restauradores, historiadores, museólogos e investigadores, que procedieron a la recuperación de sus pinturas, suelos y elementos decorativos. Al final de la intervención, el gobierno del estado abrió las puertas del palacio para visitas guiadas por estudiantes de historia de la Universidad del Estado de Río de Janeiro. Actualmente, sin embargo, el palacio no está abierto a visitas.
El acervo del palacio comprende pinturas de Frans Post, una réplica del piano que perteneció a la reina María Antonieta de Francia, mosaicos de mármol y de cerámica con aplicaciones de oro de 24 quilates, esculturas y mobiliario fino.
Allí ocurrió, el día 13 de diciembre de 1968, presidida por el Mariscal Arthur de la Costa y Silva, la reunión donde fue aprobado por el Consejo de Seguridad Nacional el Acto Institucional N.º 5 (AI-5).